# NGC 6711
NGC 6711 (другие обозначения — PGC 62456, UGC 11361, IRAS18476+4735, MCG 8-34-25, KARA 862, ZWG 255.17, KAZ 496) — галактика в созвездии Дракон.
Этот объект входит в число перечисленных в оригинальной редакции «Нового общего каталога».